# 住吉村営人車軌道

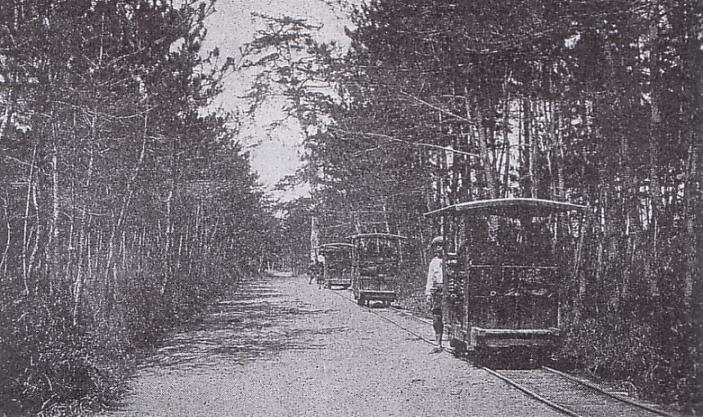
松林の中を行く住吉村営人車軌道

住吉村営人車軌道（すみよしそんえいじんしゃきどう）は、宮崎県北那珂郡住吉村（現・宮崎市）において、1913年（大正2年）から1929年（昭和4年）まで運行されていた人車軌道である。住吉神社への参拝客輸送が主目的であった。
なお、後述するように公文書における記録が存在せず、正式名称や軌間などが不明である。本項目における記事名は、宮田憲誠「宮崎にもあった人車軌道 住吉村営人車軌道」に拠った。当時の地形図などには住吉人車軌道と記載されている。

## 概要
1911年（明治44年）に宮崎県知事に就任した有吉忠一は、かつて千葉県知事時代にそうしたように県営鉄道敷設を提唱し、宮崎県営鉄道妻線（後の日豊本線の一部と妻線（現在は廃止））を開業させた。住吉村ではこれをきっかけに村の振興を図り、同線の駅であった次郎ヶ別府駅（現・日向住吉駅）から村内の住吉神社まで参拝道路を整備したところ、以前は3,000人程度だった例祭時の参拝客が10,000人を超えるようになるなどの活況を示すようになった。この状況をみた県営鉄道は参拝道路へ人車軌道を敷設することを住吉村へ提案し、村もこれを承認。こうして1914年（大正3年）5月に敷設工事が始まり、同年8月1日に住吉村営人車軌道が開業した。なお、敷設には県営鉄道の工事で不要になった資材が利用された。
ただし、この路線に関して、内務省や宮崎県の公式文書には一切記録が残っていない。このことから、軌道条例（後の軌道法）に基づいて敷設された可能性は低く、かつて有吉が千葉県知事であった時代に敷設された庁南茂原間人車軌道と同様、県の特例によって敷設されていたのではないかと推測されている。
開業してみると、参拝客のほか、県営鉄道の主催で住吉浜にて行なわれた観月祭への客や、住吉村に設置された「飛行機館」（第一次世界大戦の戦利品などが展示されていた）への客などの利用もあり、当初は1日平均5円以上の収入があるなど好調な経営であった。
その後の詳細は不明。1929年（昭和4年）に廃止されたということのみが判明している。

### 路線データ
- 路線距離：1.7km[2]
- 軌間：不明
- 駅数：2?
- 複線区間：なし（全線単線）
- 電化区間：なし（全線非電化）

## 運行形態・車両・沿線概況
車両はスプリング仕掛の長椅子を向かい合わせた形の4人乗りで、足踏ブレーキを備えていた。また、屋根付きのものと屋根無しのものが存在した。これを押夫（これは住吉村の青年会員が行なった）2人が押すという形で運行し、片道約15分、運賃は5銭（後に10銭）であった。なお、途中「四本松」という地点には交換所があった。
沿線は松林、果樹園、スイカ畑などがほとんどで、のどかな風景であった。

## 歴史
- 1914年（大正3年）
  - 5月 工事開始
  - 8月1日 開業
- 1929年（昭和4年） 廃止